# عضل أليان
عَضَل أليان  هو فأر عظيم يسمونة في مصر أبو ليه موطنه شَمال إفريقية.